# Kristin Thorleifsdóttir
Kristin Thorlacius Thorleifsdóttir (* 13. Januar 1998 in Stockholm) ist eine schwedische Handballspielerin, die dem Kader der schwedischen Nationalmannschaft angehört.

## Karriere
Im Verein
Thorleifsdóttir begann das Handballspielen bei Rimbo HK. Im Jahr 2012 schloss sich die Rückraumspielerin Rosersbergs IK an. Von dort aus wechselte sie drei Jahre später zu Skånela IF. Mit der Damenmannschaft von Skånela lief sie in der Allsvenskan auf.
Thorleifsdóttir wechselte im Sommer 2017 zum schwedischen Erstligisten H 65 Höör. In drei Spielzeiten erzielte sie insgesamt 198 Treffer in 62 Erstligaspielen für H 65 Höör. Weiterhin nahm sie in jeder Saison am Europapokal teil. Ab der Saison 2020/21 stand sie beim dänischen Erstligisten Randers HK unter Vertrag. Im Dezember 2021 wurde sie vom Ligakonkurrenten Horsens HK verpflichtet. Im Sommer 2024 wechselte sie zum ungarischen Erstligisten Debreceni Vasutas SC.
In der Nationalmannschaft
Thorleifsdóttir lief anfangs für die schwedische Jugend- sowie für die Juniorinnennationalmannschaft auf. Mit diesen Auswahlmannschaften nahm sie an der U-17-Europameisterschaft 2015, an der U-18-Weltmeisterschaft 2016, an der U-19-Europameisterschaft 2017 und an der U-20-Weltmeisterschaft 2018 teil.
Thorleifsdóttir bestritt am 26. November 2019 ihr erstes Länderspiel für die schwedische A-Nationalmannschaft. Bei der kurz darauf ausgetragenen Weltmeisterschaft 2019 in Japan war sie als Reservespielerin vor Ort, gehörte jedoch im gesamten Turnierverlauf nicht dem WM-Kader an. Sie lief für Schweden bei der Europameisterschaft in Dänemark auf. Mit der schwedischen Auswahl belegte sie den vierten Platz bei den Olympischen Spielen in Tokio. Thorleifsdóttir erzielte im Turnierverlauf insgesamt zwei Treffer. 2022 nahm Thorleifsdóttir mit der schwedischen A-Nationalmannschaft an der Europameisterschaft teil, bei der sie sechs Treffer erzielte. Bei der Weltmeisterschaft 2023, in deren Verlauf sie acht Treffer erzielte, belegte sie mit Schweden den vierten Platz. Auch bei den im darauffolgenden Jahr stattfindenden Olympischen Spielen in Paris belegte sie mit Schweden den vierten Platz.